# Picatrix
Picatrix (arap. Ghâyat al-Hakîm fi'l-sihr, غاية الحكيم) je arapski astrološki i magijski grimorij. Rukopis sadrži tekstove astralne i simpatetičke magije, a nastao je najvjerojatnije na islamskom području Iberijskog poluotoka, u 12. stoljeću. Djelo je prevedeno na španjolski 1256. godine odredbom kastiljskog kralja Alfonsa X. Mudrog (1252. – 1282.), da bi nešto kasnije bilo prevedeno na latinski.
Picatrix je opsežna knjiga astrološke magije napisana na arapskom jeziku u Andaluziji, prema tradiciji, oko 1000. godine, a pripisuje se andaluzijskom matematičaru Maslama al-Majritiju († o.1007.). Samo djelo je spoj arapskog misticizma i hermetičke filozofije. Sastoji se od četiri knjige. U sadržaju se iznose magične formule za pojedine vrste djelovanja, magične slike i talismane te uputstva za njihovo korištenje, daju se savjeti za uporabu i opisuje moć biljaka i dragog kamenja, kao i utjecaj planeta na čovjeka i okolinu. Ovaj grimorij je postao osobito značajan krajem 15. stoljeća kada su ga proučavali noovoplatonisti poput Marsilija Ficina (1433. – 1499.), Pica della Mirandole (1463. – 1494.), Johann von Tritheim (1462. – 1516.) (spominje ga u Steganographiji i Antipalus Maleficiorum) i Corneliusa Agrippe (1486. – 1535.).
Jednu kopiju tog djela (Sloane MS 3679), koja se danas čuva u Britanskoj knjižnici, koristili su i proučavali engleski astrolozi i okultisti Simon Forman (1552. – 1611.), Richard Napier (1559. – 1634.), Elias Ashmole (1617. – 1692.) i William Lilly (1602. – 1681.).